# 一対一のブルース/夜が切ない
「一対一のブルース／夜が切ない」（いちたいいちのブルース／よるがせつない）は、1962年に発売された西田佐知子のシングルレコードである。発売元はポリドール・レコード（現：ユニバーサルミュージック）。規格品番：DJ-1251。

## 解説
「浪花けい子」名義で歌手デビューした後、1959年11月に日本グラモフォン（現：ユニバーサルミュージック）から「西田佐智子」名義で発売した第1弾シングルレコード「夜が切ない」と第2弾「一対一のブルース」の2曲に対し、新たなボーカルを吹き込み両A面シングル化されたのが本シングル盤。元々のレコード品番は「夜が切ない」（1959年11月発売）がDJ-1034、「一対一のブルース」（1959年12月発売）がDJ-1039。2曲ともに、レコードのA面とB面に異なる歌手の歌唱楽曲が収録されたレコードである。
「一対一のブルース」の原曲は、1960年に公開された日活映画『拳銃無頼帖 抜き射ちの竜』（主演：赤木圭一郎）内で使用された。
2007年3月28日に発売されたCD-BOX『西田佐知子歌謡大全集』（UPCY-9096/100）の添付ブックレットには歌詞とともにディスクジャケット写真が掲載されているが、1959年盤のジャケット写真は2曲とも掲載されていない。

## 収録曲
1. 一対一のブルース
  - 作詞: 梅本たかし、作曲: 望月弘、編曲: 藤原秀行
2. 夜が切ない
  - 作詞: 志津恵美子・水木かおる、作曲・編曲: 藤原秀行

## 収録作品
一対一のブルース
- GOLDEN☆BEST 西田佐知子（2003年：UICZ-6041）
- 西田佐知子歌謡大全集（2007年：UPCY-9096/100）

夜が切ない
- 全曲集（1994年：POCH-1437）
- 西田佐知子全曲集（1999年：POCH-1842）
- 西田佐知子 魅惑のヒット集ベリーベスト（2006年：EJS-5）
- 西田佐知子歌謡大全集（2007年：UPCY-9096/100）
- 初めての街で 〜西田佐知子ベストセレクション〜（2009年：UPCY-6543）